# Richardia hendeliana
Richardia hendeliana är en tvåvingeart som först beskrevs av Günther Enderlein 1913.  Richardia hendeliana ingår i släktet Richardia och familjen Richardiidae.
Artens utbredningsområde är Colombia. Inga underarter finns listade i Catalogue of Life.